# Římskokatolická farnost Kostelní Vydří
Římskokatolická farnost Kostelní Vydří je územní společenství římských katolíků v rámci telčského děkanství brněnské diecéze s farním kostelem Panny Marie Karmelské.

## Historie farnosti
První zmínka o obci sahá do 14. století. Původním farním kostelem byl gotický kostel Navštívení Panny Marie, od konce 18. století se jím stal kostel Panny Marie Karmelské postavený na návrší nad obcí.

## Duchovní správci
Farnost spravují od roku 1990 karmelitáni. Od října 2006 do května 2015 byl farářem P. Mgr. Jeroným Josef Ertelt, OCarm. S platností od 1. června 2015 byl farářem ustanoven P. Mgr. Václav Brož, OCarm. Od 1. července 2021 byl farářem P. Antonín Marek Příkaský, OCarm. 1. července 2024 se pak stal farářem opět P. Mgr. Václav Brož, OCarm.

## Bohoslužby
| Kostel                 | Místo          | Bohoslužba (den)            | Hodina                           | Poznámka        |
| ---------------------- | -------------- | --------------------------- | -------------------------------- | --------------- |
| Panny Marie Karmelské  | Kostelní Vydří | neděle pondělí středa pátek | 8.00, 9.30 (o prázdninách) 18.00 | farní kostel    |
| Navštívení Panny Marie | Kostelní Vydří |                             |                                  | filiální kostel |

Každou první sobotu v měsíci se konají poutní bohoslužby v 17.00. Poutní místo ožívá zejména o prázdninách v souvislosti s červencovým svátkem Panny Marie Karmelské.

## Aktivity ve farnosti
Den vzájemných modliteb farností za bohoslovce a bohoslovců za farnosti brněnské diecéze a Adorační den připadá na 16. leden.
Ve farnosti se pořádá tříkrálová sbírka. V roce 2016 se při sbírce vybralo na Dačicku 298 574 korun, o rok později činil výtěžek na Dačicku 298 561 korun.